# Kleinkröbitz
Kleinkröbitz ist ein Ortsteil von Milda im Saale-Holzland-Kreis in Thüringen.

## Geografie

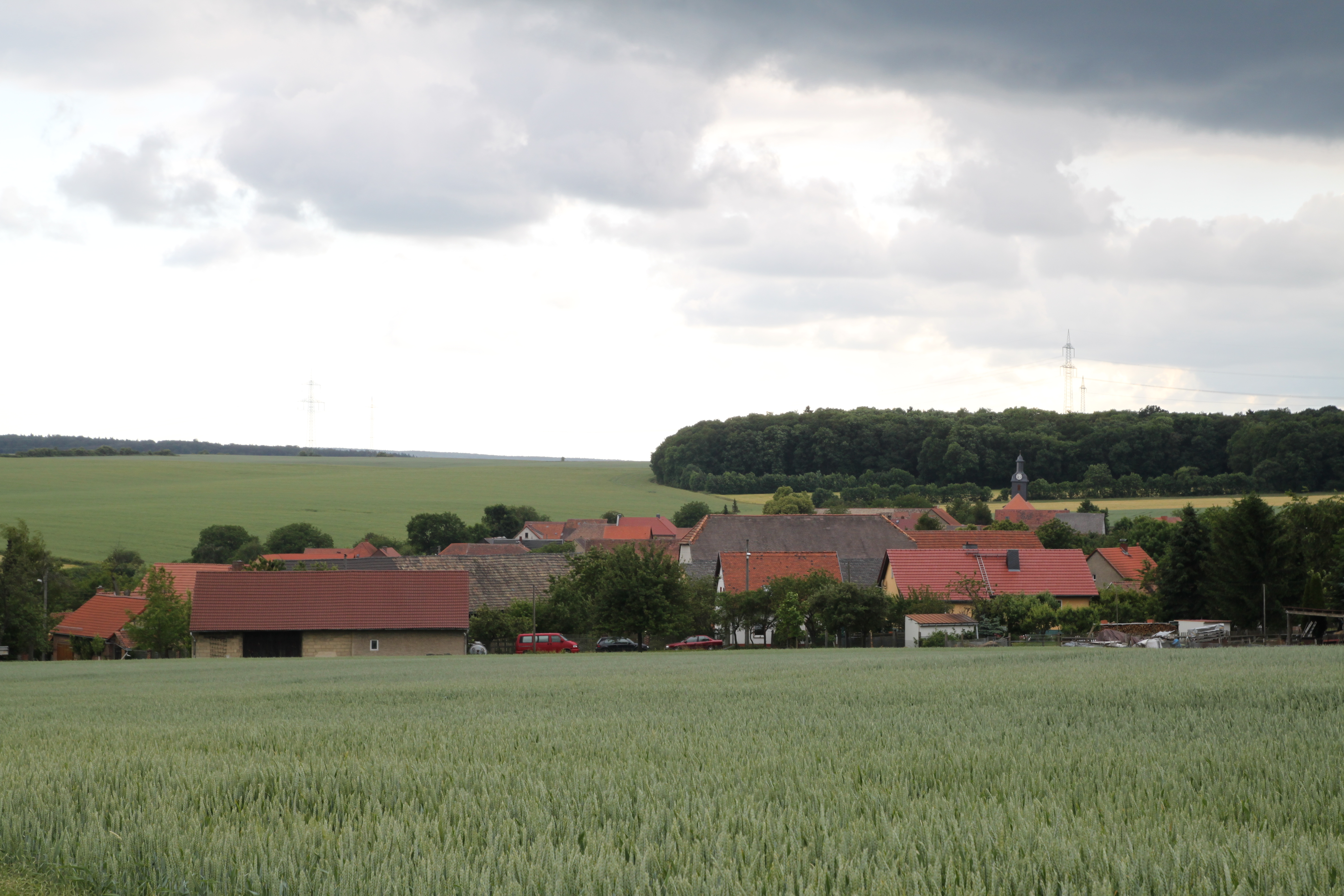
Dorfpanorama Kleinkröbitz

Zwischen dem am Rande eines Hochplateaus auf etwa 450 m NN liegenden Dorf Kleinkröbitz und Großkröbitz entspringt der Forellenbach, ein 10 km langes linkes Nebenflüsschen der Saale. Diese Hochfläche befindet sich auf der Saale-Ilm-Kalksteinplatte über dem Tal des Weilers Plinz. Die Böden der Flur sind flachgründig, steinig und grundwasserfern. Gen Süden und Westen sind die Hänge und Anhöhen bewaldet.

## Geschichte
Das Haufendorf wurde urkundlich am 7. April 1378 erstmals erwähnt.
Der Ort war und ist landwirtschaftlich geprägt. Am 1. Mai 1992 bildeten die Orte Klein- und Großkröbitz mit Plinz die Einheitsgemeinde Großkröbitz und vereinten sich später mit Milda.